# ابن دیصان
ابن دیصان یا بَردَیصان یا بردیسان (به سریانی: ܒܪܕܝܨܢ)(زادهٔ ۱۵۴- مرگ ۲۲۲ میلادی) عارف ایرانی مسیحی و بنیادگذار دیصانیه از شاخه‌های مسیحیت بود. مانی پیامبر از او تاثیر پذیرفته بود.

## خانواده و زندگی
پدر او نهامه نام داشت و گفته‌شده که تبار هپتالی داشت. مادرش نیز نهشیران نام داشت و از دودمان اشکانی بود. اینان در دربار شاهان بومی رها در شانلی‌اورفه ترکیه کنونی به سر می‌بردند. طبق  گفته میکائیل سریانی، پدر و مادر بردیسان از ایران گریخته بودند و سکستوس ژولیوس آفریقانوس نیز گزارش می‌دهد که او از اشراف اشکانی بود.
ابن دیسان یا بردیسان را از این رو بدین نام خوانده‌اند که کنار رودی به همین نام در رُها در شام آن روزگار زاده‌ شد. وی در ۱۷۹ میلادی به کیشی مسیحی گروید و از مخالفان سرسخت مرقیونیه گردید. وی زبان‌های ارمنی و سریانی می‌دانست. وی همچنین در کودکی اخترشناسی آموخته‌ بود.
ابن دیسان دارای سه پسر بوده‌ است به نام‌های هارمونیوس، ابگارون و هاسدو. با فروپاشی پادشاهی رها به دست روم ابن دیسان ناچار شد به ارمنستان پناه برد و گویا در همان سرزمین هم درگذشته است.

## اندیشه و پیروان
ابن دیصان طریقتی نو در مسیحیت بنیاد نهاد که بر دوگانه‌انگاری و دو اصل نور و تاریکی گرایش داشت. وی نور را دارای اختیار در رساندن خیر می‌دانست و تاریکی را مجبور به شر. او همچنین به وجود چند عنصر در جهت‌های جغرافیایی گوناگون باور داشت؛ نور در شرق، باد در غرب، آب در شمال و آتش در جنوب. همچنین او مریم را تنها زایندهٔ عیسی می‌دانست و نه پرورندهٔ او در زهدانش. کتاب‌های چندی را بدو منسوب دانسته‌اند از آن جمله النور و الظلمة، روحانیةالحق، المتحرک والجماد و... همچنین نگارش کتابی دربارهٔ هندوستان را نیز از او دانسته‌اند.
پیروان دیصان گویا تا سده‌های نخست اسلامی در مرزهای چین، خراسان و مانداب‌های عراق (بطائح) پراکنده بوده‌اند. گزارش شده که دیصانیان دارای نیایشگاهی نبوده‌اند.